# ジョン・ボウリング
サー・ジョン・ボウリング（バウリング、英語: Sir John Bowring [ˈbaʊərɪŋ]、1792年10月17日 - 1872年11月23日）は、イギリスの政治経済学者、旅行家、翻訳家、政治家。第4代香港総督。漢字表記は宝寧、宝霊（マンダリン風）もしくは包令（広東語風）。

## 経歴

### 生い立ち
1792年10月17日、エクセター生まれ。父は中国を市場とした羊毛商のチャールズ・ボウリング（1769年 - 1856年）。母のサラ・ジェーン・アン（1828年没）は、コーンウォール州セント・アイブスの牧師トーマス・レーンの娘。最終学歴はモートンハムステッドのユニテリアン学校。13歳の時に父親の会社で働き始めた。一時はユニテリアンの牧師になることを希望していた。イギリスでは、ボウリングが21歳になるまでユニテリアン信仰の布教は違法とされていた。
ボウリングは、半島戦争（スペイン独立戦争）で、イギリス軍の契約業者となる。まず、1811年から4年の間はミルフォード商会（Milford & Co.）の事務員として、さまざまな言語を習得し始めた。
その後は幅広く旅をし、1822年にはスパイの疑いでブローニュ＝シュル＝メールで6週間投獄された。

## 私生活
最初の妻のマリア（1793年または1794年 - 1858年）とは、ロンドンに移住した後の1818年に結婚し、5人の息子と4人の娘（マリア、ジョン、フレデリック、ルウィン、エドガー、チャールズ、イーディス、エミリー、ガートルード）をもうけたが、1858年9月にアロー戦争下の香港でヒ素中毒により死亡した。
1860年、後妻のデボラ・キャッスル（1816年 - 1902年）と結婚したが、子供はもうけなかった。1902年7月、エクセターで死去。彼女は著名なユニテリアンのクリスチャンであり、女性参政権運動の支持者であった。
1872年11月23日、ジョン・ボウリングは80歳で死去した。

## 栄誉
- バス勲章ナイト・コマンダー（KCB）
- ハワイ王国カメハメハ1世勲章騎士大十字架[4]
- 王立学会及び王立地理学会フェロー
- プラヤ・サマヌクルキ・サヤミットマハヨ（タイ語: ยาสยามานุกูลกิจ สยามิตรมหายศ）
- アメリカ稀覯書学会員[5]